# IC 4219
IC 4219 је спирална галаксија у сазвјежђу Кентаур која се налази на листи објеката дубоког неба у Индекс каталогу.
Деклинација објекта је - 31° 37' 52" а ректасцензија 13h 18m 29,8s. Привидна величина (магнитуда) објекта IC 4219 износи 12,7 а фотографска магнитуда 13,5. IC 4219 је још познат и под ознакама ESO 444-6, MCG -5-31-44, IRAS 13157-3122, PGC 46363.